# Comuna de Krzyżanów
Krzyżanów (polaco: Gmina Krzyżanów) é uma gminy (comuna) na Polónia, na voivodia de Lodz e no condado de Kutnowski. A sede do condado é a cidade de Krzyżanów.
De acordo com os censos de 2004, a comuna tem 4554 habitantes, com uma densidade 44,2 hab/km².

## Área
Estende-se por uma área de 102,98 km², incluindo:
- área agricola: 85%
- área florestal: 3%

## Demografia
Dados de 30 de Junho 2004:
|                      | Total   | Total | Mulheres | Mulheres | Homens  | Homens |
| -------------------- | ------- | ----- | -------- | -------- | ------- | ------ |
|                      | pessoas | %     | pessoas  | %        | pessoas | %      |
| População            | 4554    | 100   | 2278     | 50       | 2276    | 50     |
| Densidade (pop./km²) | 44,2    | 100   | 22,1     | 22,1     | 22,1    | 22,1   |

De acordo com dados de 2002, o rendimento médio per capita ascendia a 1251,99 zł.

## Subdivisões
- Goliszew, Julianów, Kaszewy Dworne, Kaszewy Tarnowskie, Kaszewy-Kolonia, Krzyżanów, Krzyżanówek, Kuchary, Ktery A, Ktery B, Łęki Kościelne, Malewo, Marcinów, Micin, Młogoszyn, Pawłowice, Psurze, Rustów, Różanowice, Rybie, Siemieniczki, Sokół, Stefanów, Siemienice, Wały B, Wierzyki, Władysławów, Wojciechowice Duże, Wyręby Siemienickie, Złotniki, Żakowice.

## Comunas vizinhas
- Bedlno, Góra Świętej Małgorzaty,  Kutno, Oporów, Piątek, Witonia